# Jaeda Daniel
Jaeda Daniel (* 28. Juli 1999) ist eine US-amerikanische Tennisspielerin.

## Karriere
Daniel spielt bislang hauptsächlich Turniere der ITF Women’s World Tennis Tour, wo sie bislang sechs Titel im Doppel erringen konnte.
2105 stand Jaeda Daniel im Finale des Dameneinzels des mit 10.000 US-Dollar dotierten ITF-Turniers in Antananarivo, das sie gegen Lilla Barzó mit 5:7 und 2:6 verlor. Im Juni erreichte sie das Finale in Grand Baie, das sie gegen Marie Bouzková ebenfalls mit 5:7 und 2:6 verlor.
2017 stand sie im Februar zusammen mit ihrer Partnerin Quinn Gleason im Finale des mit 15.000 US-Dollar dotierten ITF-Turniers in Manacor, das die beiden gegen Lauren Embree und Alexa Guarachi mit 1:6 und 5:7 verloren.
2022 erhielt sie als Titelgwinnerin bei den 2022 NCAA Doubles Championships zusammen mit ihrem Partner Richard Ciamarra eine Wildcard für das Hauptfeld im Mixed bei den US Open.

### College Tennis
Jaeda Daniel spielt für die Damentennismannschaft Wolfpack der North Carolina State University.

## Turniersiege

### Doppel
| Nr. | Datum           | Turnier       | Kategorie | Belag     | Partnerin               | Finalgegnerin                             | Ergebnis          |
| --- | --------------- | ------------- | --------- | --------- | ----------------------- | ----------------------------------------- | ----------------- |
| 1.  | 8. April 2023   | Jackson       | ITF W25   | Sand      | McCartney Kessler       | Allura Zamarripa Maribella Zamarripa      | 1:6, 6:1, [10:5]  |
| 2.  | 27. Januar 2024 | Le Gosier     | ITF W35   | Hartplatz | Haley Giavara           | Émeline Dartron Emma Léné                 | 6:2, 7:60         |
| 3.  | 23. März 2024   | Campinas      | ITF W15   | Sand      | Marija Kononowa         | Júlia Konishi Camargo Silva Wakana Sonobe | 6:0, 6:73, [10:4] |
| 4.  | 18. Mai 2024    | Bethany Beach | ITF W35   | Sand      | Kayla Cross             | Ashton Bowers Mia Yamakita                | 7:63, 7:62        |
| 5.  | 31. August 2024 | São Paulo     | ITF W35   | Sand      | Anastassija Gretschkina | Giorgia Pedone Aurora Zantedeschi         | kampflos          |
| 6.  | 17. Mai 2025    | Bethany Beach | ITF W35   | Sand      | Ivana Corley            | Haruna Arakawa Haley Giavara              | 6:4, 7:5          |